# Тауссиг, Фрэнк
Фрэнк Уильям Тауссиг (англ. Frank William Taussig; 28 декабря 1859 г., Сент-Луис, Миссури — 11 ноября 1940 г., Кембридж, Массачусетс) — американский экономист, историк и социолог, представитель неоклассического направления в экономической науке, один из основоположников теории торговли.

## Биография
Окончил Гарвардский университет, профессор там же. Президент Американской экономической ассоциации в 1904-05 гг. Членкор Британской академии (1925).
Первый председатель Комиссии по тарифам США (1917—1919). Принимал участие в Парижской мирной конференции.
В 1888 женился на Эдит Томас, в их браке родились сын и 3 дочери.
В 1918 году женился на Лоре Фишер.

## Основные произведения
- «Принципы экономической науки» в 2 тт. (Principles of Economics, 1911).
- Taussig F. W., Joslyn C. S. American Business Leaders: A Study in Social Origins and Social Stratification. — New York: Macmillan, 1932.
- Тауссиг Ф. В. Социализм. // Тауссиг Ф. В., Шапошников Н. Н. Социализмъ или капитализмъ : Два научно-популярных очерка. — М. : Изд-во преподавателей Моск. ун-та, 1917. — 56 с.